# Dirk Zedler
Dirk Zedler (* 1962) ist ein deutscher Diplomingenieur, öffentlich bestellter und vereidigter Sachverständiger für Fahrräder und Elektrofahrräder, technischer Journalist und Autor, Redner sowie Gründer und Geschäftsführer der Zedler-Gruppe. Zusätzlich ist er Triathlet und Radsportler.

## Leben
Nachdem Zedler 1984 sein Abitur absolviert hatte, studierte er an der Technischen Hochschule Karlsruhe (heute KIT), Fachrichtung Kfz-Bau und Fertigungstechnik. 1991 beendete er erfolgreich das Studium. Anschließend wurde Zedler angestellter Geschäftsführer in einem Fahrradfachgeschäft, bevor er 1993 ein Sachverständigenbüro für Fahrradtechnik gründete.
Zedler wurde 1994 bei der IHK Stuttgart als Sachverständiger für Fahrräder öffentlich bestellt und vereidigt. Im selben Jahr begann seine Mitarbeit bei der Fahrradzeitschrift TOUR sowie der Bau der ersten Prüfmaschine für Fahrräder für TOUR. Zedler arbeitete im DIN-Ausschuss für Fahrräder mit. Im Jahr 1997 wurde Zedler Berater beim Delius Klasing Verlag. Gleichzeitig erfolgte die Entwicklung und der Einsatz von zedler.de-Prüfsystemen für die Prüfung von verunfallten Fahrradrahmen aus Carbon in der Gutachtenerstellung.
Zedlers erstes Buch, Die Rennradwerkstatt, erschien 2001, sein zweites Buch, Das Rennrad im Selbstaufbau, 2002. Er war 2006 erstmals Referent an der Bundesfachschule für Zweiradtechnik in Frankfurt. Zedler wurde 2007 von der IHK Region Stuttgart als ehrenamtlicher Prüfer in den Prüfungsausschuss „Fahrradmonteur/Fahrradmonteurin“ berufen. Seit 2009 ist Zedler im Programmausschuss des Deutschen Verbands für Materialforschung und -prüfung.
Sein drittes Buch, Die Rennrad-Werkstatt für Profis, wurde 2011 veröffentlicht. Im selben Jahr begann seine Mitarbeit im Programmausschuss des Fahrradentwickler-Kongresses sowie im Innovationsnetzwerk Elektromobile der Stadt Stuttgart. Außerdem ist er seit demselben Jahr Fachbeiratsmitglied der Stiftung Warentest und erstmals Jurymitglied beim Eurobike iF Design Award. Zedler wurde 2019 in den Vorstand des neu gegründeten „Bundesverbands Zukunft Fahrrad e. V.“ (BVZF) gewählt.

## Öffentliche Auftritte
Zedler trat wiederholt als Gast in Fernsehsendungen auf, unter anderem bei verschiedenen Sendern der ARD sowie bei Privatsendern wie ProSieben oder Sat.1. Er nahm an Podcasts beim Hessischen Rundfunk und bei Detektor.fm teil. Zedler tritt regelmäßig bei Veranstaltungen als Redner auf.

## Publikationen
- Seit 1994: technischer Journalist für führende Fachmagazine u. a. bike, TOUR, e-bike, FREERIDE, TREKKINGBIKE etc.[13]
- 1994–2019: Serie – „TOUR-Werkstatt“, in TOUR Magazin, Delius Klasing Verlag[5]
- 2001: „Die Rennrad-Werkstatt“, Delius Klasing Verlag|Delius Klasing Verlag. Erschienen in Deutsch, Französisch, Holländisch und Spanisch[5]
- 2002: „Das Rennrad im Selbstaufbau“, Delius Klasing Verlag[5]
- Seit 2010: Eurobike Show Daily[14]
- 2011: „Die Rennrad-Werkstatt für Profis“, Delius Klasing Verlag. Erschienen in Deutsch und Englisch[5]

## Auszeichnungen
- 1994: Öffentliche Bestellung und Vereidigung von Dipl.-Ing. Dirk Zedler als Sachverständiger für Fahrräder bei der IHK Stuttgart[15]
- 2007: Berufung von Dirk Zedler als ehrenamtlicher Prüfer in den Prüfungsausschuss „Fahrradmonteur/-in“, IHK Region Stuttgart[16]
- 2009: Preis bei der AOK-Aktion „Mit dem Rad zur Arbeit“[16]
- 2010: Die Zedler – Institut für Fahrradtechnik und -Sicherheit GmbH bekommt Institutscharakter[17]
- 2011: Jurymitglied beim Eurobike iF Design Award[16]
- 2011: 2. Platz im Bundeswettbewerb „Fahrradfreundlichster Arbeitgeber“[18]
- 2011: 1. Platz im Landeswettbewerb „Fahrradfreundlichster Arbeitgeber“ Baden-Württembergs, verliehen durch das Ministerium für Verkehr und Infrastruktur Baden-Württemberg, MVI[18]
- 2014: Öffentliche Bestellung und Vereidigung von Dipl.-Ing. Dirk Zedler als Sachverständiger für Fahrräder und Elektrofahrräder bei der IHK Stuttgart[15]
- 2014: Preisträger „Mittelstandspreis für soziale Verantwortung in Baden-Württemberg 2014“ für das freiwillige soziale und gesellschaftliche Engagement des Unternehmens, verliehen durch das Finanz- und Wirtschaftsministerium Baden-Württemberg und die Caritas[19]
- 2014: Finalist beim „Umweltpreis für Unternehmen“ Baden-Württemberg[20]
- 2015: Ehrennadel für langjährige ehrenamtliche Prüfertätigkeit bei der IHK[16]
- 2015: Wahl zum „Held der neuen Mobilität“ in Baden-Württemberg, verliehen durch das Ministerium für Verkehr und Infrastruktur Baden-Württemberg. Heldenhaft: Dirk Zedler engagiert sich für eine weltweit sichere Nutzung von (Elektro)Fahrrädern als umweltfreundliches Verkehrsmittel[21]
- 2016: Auszeichnung als einer von 5 Finalisten aus Baden-Württemberg im Wettbewerb „Großer Preis des Mittelstandes“ 2016 der Oskar-Patzelt-Stiftung[22]
- 2016: Auszeichnung als Top-Ten-Unternehmen 2016 beim Landespreis für junge Unternehmen der L-Bank und des Landes Baden-Württemberg unter Ministerpräsidenten Winfried Kretschmann[23]
- 2018: Auszeichnung mit dem VSF.Ethikpreis für den „richtungsweisenden, ökologisch bis ins Letzte durchdachten Neubau der Firmenzentrale im schwäbischen Ludwigsburg“, verliehen von VSF-Geschäftsführer Albert Herresthal im Rahmen des Vivavelo-Kongresses 2018[24]
- 2018: Jurymitglied beim 14. Eurobike Award[16]
- 2018: Preisträger „Großer Preis des Mittelstandes“ für ein innovatives Geschäftsmodell und die Betriebsführung, die bei enormen Wachstum gleichzeitig den Eigenkapitalanteil stark erhöht hat und Mitarbeitende langjährig in den Betrieb einbindet, verliehen durch die Oskar-Patzelt-Stiftung unter Schirmherrschaft von Frau Dr. Nicole Hoffmeister-Kraut MdL, Ministerin für Wirtschaft, Arbeit und Wohnungsbau des Landes Baden-Württemberg[25]
- 2019: Unterzeichnung der WIN-Charta-Urkunde durch Geschäftsführer Dirk Zedler und Erstellung des WIN-Charta Zielkonzeptes[26]
- 2019: STADTRADELN – Auszeichnung durch die Stadt Ludwigsburg[16]
- 2019 bis 2021: Nächste Stufe beim „Großen Preis des Mittelstandes“: Erreichen der bundesweiten Juryliste, aus der die Premier Finalisten ausgewählt werden[16]
- 2020: Zertifizierung des Firmengebäudes nach dem System „Gebäude im Betrieb“ mit der höchsten Auszeichnungsstufe „Platin“ und Bestwerten darin durch die Deutsche Gesellschaft für Nachhaltiges Bauen e.V. (DGNB). Zusätzlich Erhalt der Auszeichnung „Klimapositiv“ für das vorbildhafte Firmengebäude. Diese Kombination aus beiden Auszeichnungen gibt es zum Verleihungszeitpunkt weltweit nur zwei Mal.[27][28]
- 2020: Preisträger beim „Umweltpreis für Unternehmen 2020“ Baden-Württemberg in der Kategorie Handel und Dienstleistung. Baden-Württembergs Umweltminister Franz Untersteller würdigte bei der Preisverleihung das Energieeffizienzgebäude mit Platin-Zertifizierung sowie die umweltorientierte Unternehmensführung[29]
- 2022: Auszeichnung des Zedler-Instituts durch das Bundesministerium für Wirtschaft und Klimaschutz, das Ministerium für Umwelt, Naturschutz, nukleare Sicherheit und Verbraucherschutz und den Deutschen Industrie und Handelskammertag als neues Mitglied des Vereins „Klimaschutz-Unternehmen e.V.“ für schnelle und innovative Maßnahmen zur Steigerung der Energieeffizienz sowie Investitionen in erneuerbare Energien, in Digitalisierung und im Einsatz von grünem Wasserstoff. Auch kreative Projekte der Mitarbeitermotivation im Bereich Energie- und Ressourceneffizienz wurden damit gewürdigt[30]